# Daimler-Motoren-Gesellschaft
Daimler-Motoren-Gesellschaft («Да́ймлер-Мото́рен-Гезе́лльшафт» — «Компанія Даймлер-Мотор») або скорочено DMG — уже неіснуючий німецький виробник автомобілів та двигунів, одна з перших автомобілебудівних компаній світу. Заснована інженером-конструктором Готтлібом Даймлером і підприємцем Вільгельмом Майбахом у 1890 році. Спочатку штаб-квартира розташувалася у районі Зельберг міста Каннштатт (історична область Вюртемберг), проте після смерті Готтліба Даймлера в 1900 році і пожежі у 1903 році на основному заводі вона перемістилася до Штутгарта.
Спочатку компанія випускала лише бензинові двигуни, але після успіху невеликої партії гоночних автомобілів, побудованих Вільгельмом Майбахом для підприємця й автора назви торгової марки «Mercedes», Еміля Єллінека, підприємство почало виробляти автомобілі під цією торговою маркою. Згодом виробництво було розширене й автомобілі стали основним продуктом компанії.
Після Першої світової війни в результаті економічної кризи, спаду продажів та інших несприятливих факторів підприємство зазнавало труднощів. Для підтримки виробництва було ухвалено рішення про об'єднання з конкурентом. У 1926 році в результаті злиття з Benz & Cie. компанія Готтліба Даймлера була реформована у концерн Daimler-Benz (нині Daimler AG), де було налагоджено випуск автомобілів під торговою маркою Mercedes-Benz.

## Історія

### Заснування

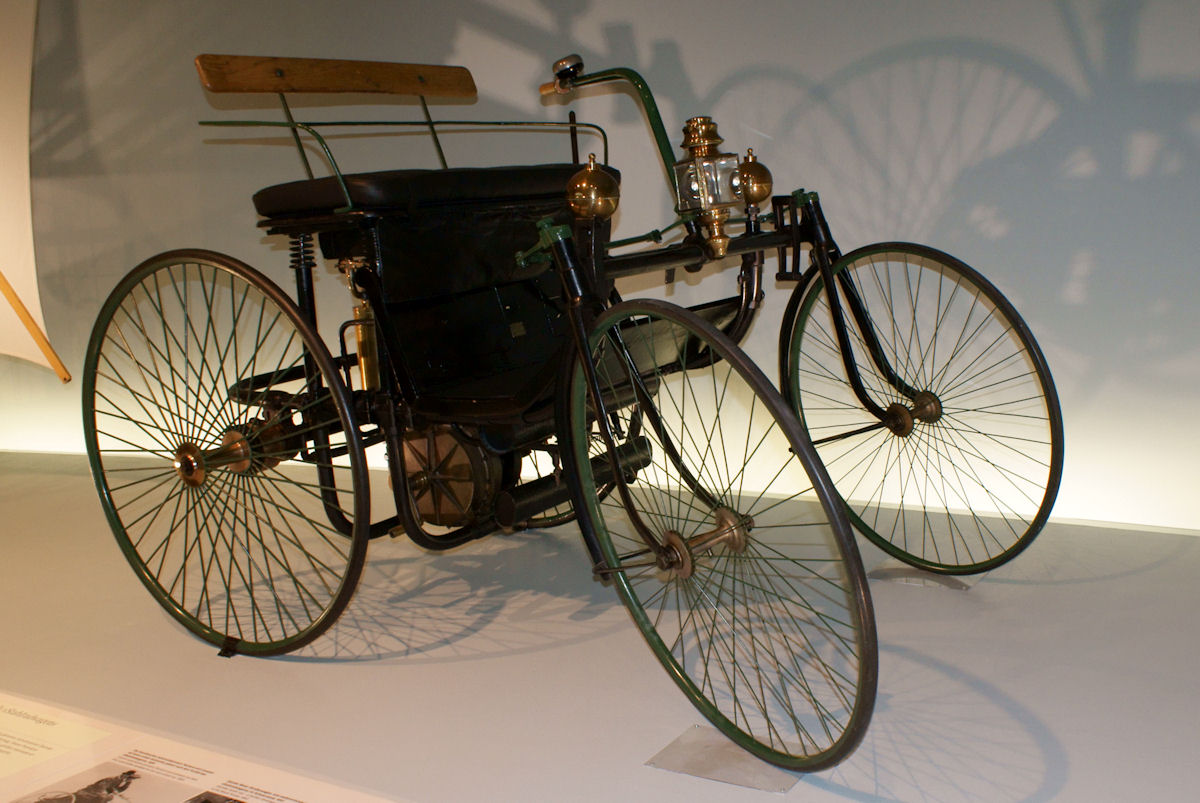
Daimler Stahlradwagen виробництва фірми DMG

В грудні 1883 року Готтліб Даймлер, талановитий німецький інженер, захистив «газовий двигун із запалюванням від гарячої трубки» власної конструкції патентом DRP No. 28022. Також він отримав патент DRP No. 28243 на систему «регулювання швидкості двигуна за допомогою випускного клапана». Ці два патенти стали основою для першого швидкохідного двигуна внутрішнього згоряння. 29 серпня 1885 року Готтліб зареєстрував Daimler Reitwagen («верховий візок») з «газовим або бензиновим двигуном», отримавши патент DRP No. 36423. У 1887 році конструктор викупив землі з фабричними будівлями фірми Vernicklungsanstalt Zeitler & Missel у Зельберзі (частина району Бад-Канштатт), де розмістив потужності для виробництва двигунів. У 1889 році Готтліб представив новий двоциліндровий V-подібний двигун, що розвивав потужність 1,5 к. с., якого встановив на експериментальний, виготовлений з металу, автомобіль Daimler Stahlradwagen. Через рік, навесні 1890 року, Вільгельм Майбах сконструював перший 4-циліндровий, чотиритактний двигун потужністю 5 к.с. при 620 обертах за хвилину.

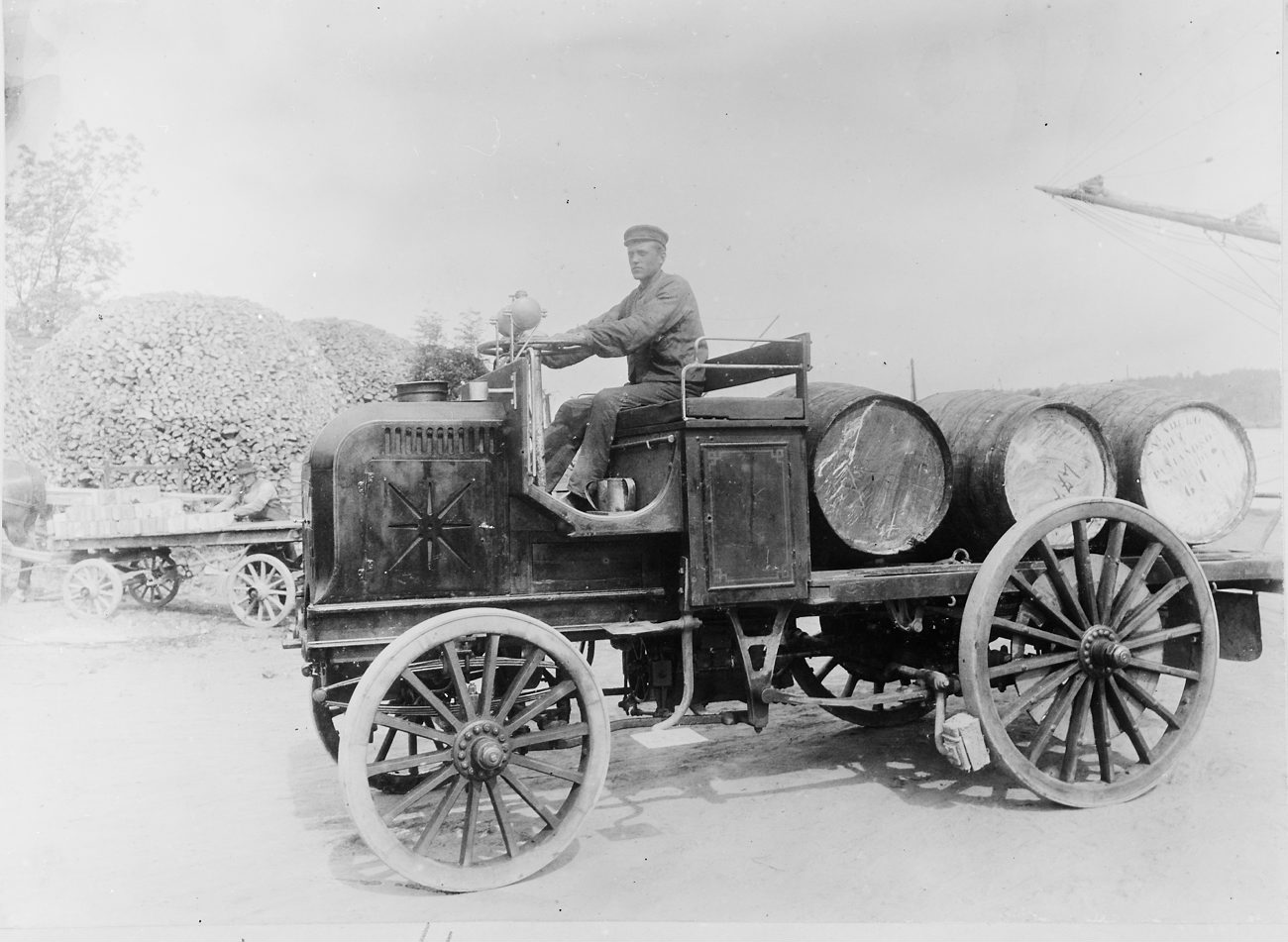
Вантажівка Даймлера вантажопідйомністю у 2500 кг (Стокгольм, 1898)

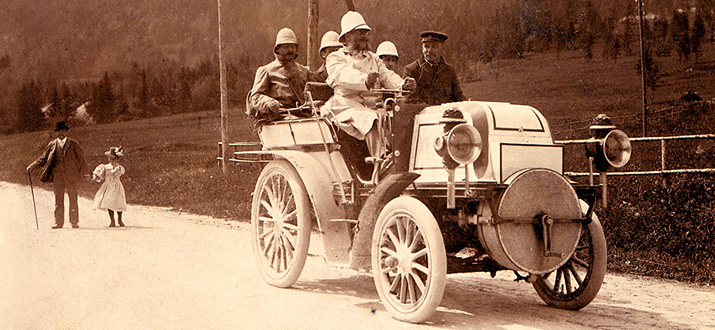
«Daimler Phönix» з Емілем Єллінеком за кермом (1899)

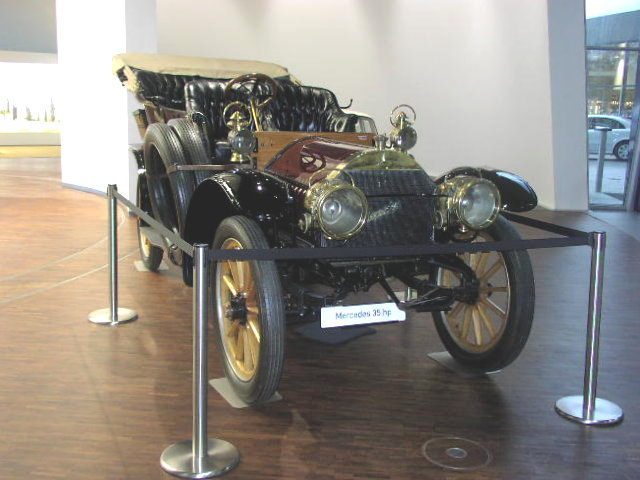
Mercedes 35 PS (1901) у Музеї Мерседес-Бенц

28 листопада 1890 року Готтліб Даймлер спільно зі своїми партнерами, Вільгельмом Майбахом і Максом Дуттенгофером (нім. Max Duttenhofer), заснували компанію «Daimler-Motoren-Gesellschaft» в районі Бад-Канштат (Штутгарт) з метою виробництва двигунів для використанні на землі, в повітрі і на воді. Ця ідея стала основою знаменитої триконечної зірки логотипа сучасної компанії Mercedes-Benz. Крім того засновники вирішили випускати чотириколісний автомобіль, спроектований ними чотирма роками раніше. У 1896 році компанія «Daimler-Motoren-Gesellschaft» продала своїм клієнтам перше у світі моторизоване таксі на базі автомобіля Daimler Riemenwagen і першу у світі вантажівку з двоциліндровим двигуном, потужністю 4 к. с. — Daimler Motor-Lastwagen, виготовлену на базі агрегатів автомобіля Daimler Riemenwagen. Через два роки влітку DMG представила модель «Daimler Phönix» — один з перших автомобілів з двигуном у передній частині.
У березні 1900 року Готтліб Даймлер помер, однак його підприємство продовжило працювати. У тому ж році було придбано нову будівлю площею у 185 000 м2 для нового заводу з виробництва двигунів в Унтертюркгаймі, передмісті Штутгарта.
Після низки не зовсім вдалих спроб виробництва автомобілів, котрі все ж знайшли своїх захоплених покупців, конструктору В. Майбаху в 1901 вдалося створити успішний зразок — Mercedes 35 PS. На прохання консула Австро-Угорської імперії в Ніцці і за сумісництвом глави представництва «Даймлер» у Франції Еміля Єллінека новий автомобіль було названо на честь Діви Марії Милосердної (фр. Maria de las Mercedes, від латинського «merces» — «дари»), на честь якої також були названі дочка консула Мерседес та деяке майно (яхти, будинки, готель і казино).

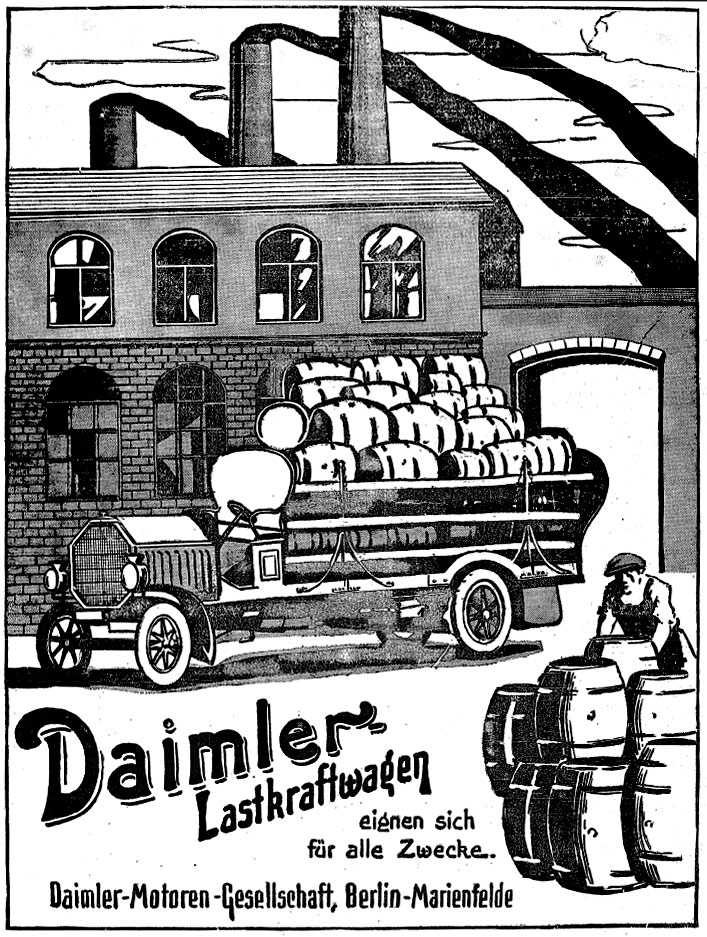
Реклама вантажівок компанії DMG, 1913 рік

Перший «Мерседес-35PS» мав чотирициліндровий двигун з робочим об'ємом 5913 см3, класичне росташування основних агрегатів і стильну (на той часу) зовнішність. Через рік світ побачила досконаліша конструкція під назвою «Mercedes Simplex». Крім того, розширився модельний ряд. Найвідоміші представники цієї серії називались «Mercedes-40/45PS» та «Mercedes-65PS», і оснащувались двигунами робочим об'ємом у 6785 см3 та 9235 см3 відповідно, які дозволяли розвивати швидкість до 90 км/год.
2 жовтня 1902 року компанія відкрила нове виробництво у гірському районі на південь від Берліна. У цьому місці спочатку випускалися моторні човни та суднові двигуни. Однак пізніше виробництво було розширене автомобілями (1905) та пожежними машинами (1907). Регіон став осередком автомобільної промисловості.

### Пожежа на заводі (1903)
Вночі 10 червня 1903 року велика пожежа в майстернях у Каннштатті знищила виробничі потужності, історичний музей та 93 готові автомобілі марки «Mercedes» (чверть річного обсягу продукції). Як тимчасовий захід для відновлення виробництва у грудні 1904 року основні потужності були перекинуті на завод в Унтертюркгаймі і вже наступного року ця фабрика стала основною для фірми.
Вимушені переселитися робітники отримували додаткову зарплату та їжу. Сусідні підприємства надали свої майстерні, дозволяючи продовжити виробництво. Підприємство створило Фонд допомоги (одна з перших схем страхування працівників) та з того моменту почали споруджувати розділові протипожежні стіни у всіх своїх заводах. Останній агрегат на заводі в Каннштатті, було випущено у перші тижні 1905 року.
У 1907 році компанія представила перший пасажирський автомобіль із повним приводом для повсякденного використання.

### Перша світова війна
До Першої світової війни компанія Daimler-Motoren-Gesellschaft встигла випустити широкий модельний ряд автомобілів з різними двигунами (від 1568 см3 до 9575 см3), розрахованих на широке коло споживачів, що включав розкішні, практично безшумні автомобілі, оснащені двигунами з безклапанним газорозподілом, вироблені по патенту американського винахідника Чарлза Найта (Mercedes-Knight). Для того, щоб задовольнити величезний попит військових на транспортні засоби, літальні апарати і авіаційні двигуни, у 1914 році було вирішено побудувати додатковий завод у Зіндельфінгені, що був запущений восени 1915 року.
Після війни у зв'язку з підписанням Версальського договору компанія була змушена випускати лише автомобільні кузови.

### Повоєнний період

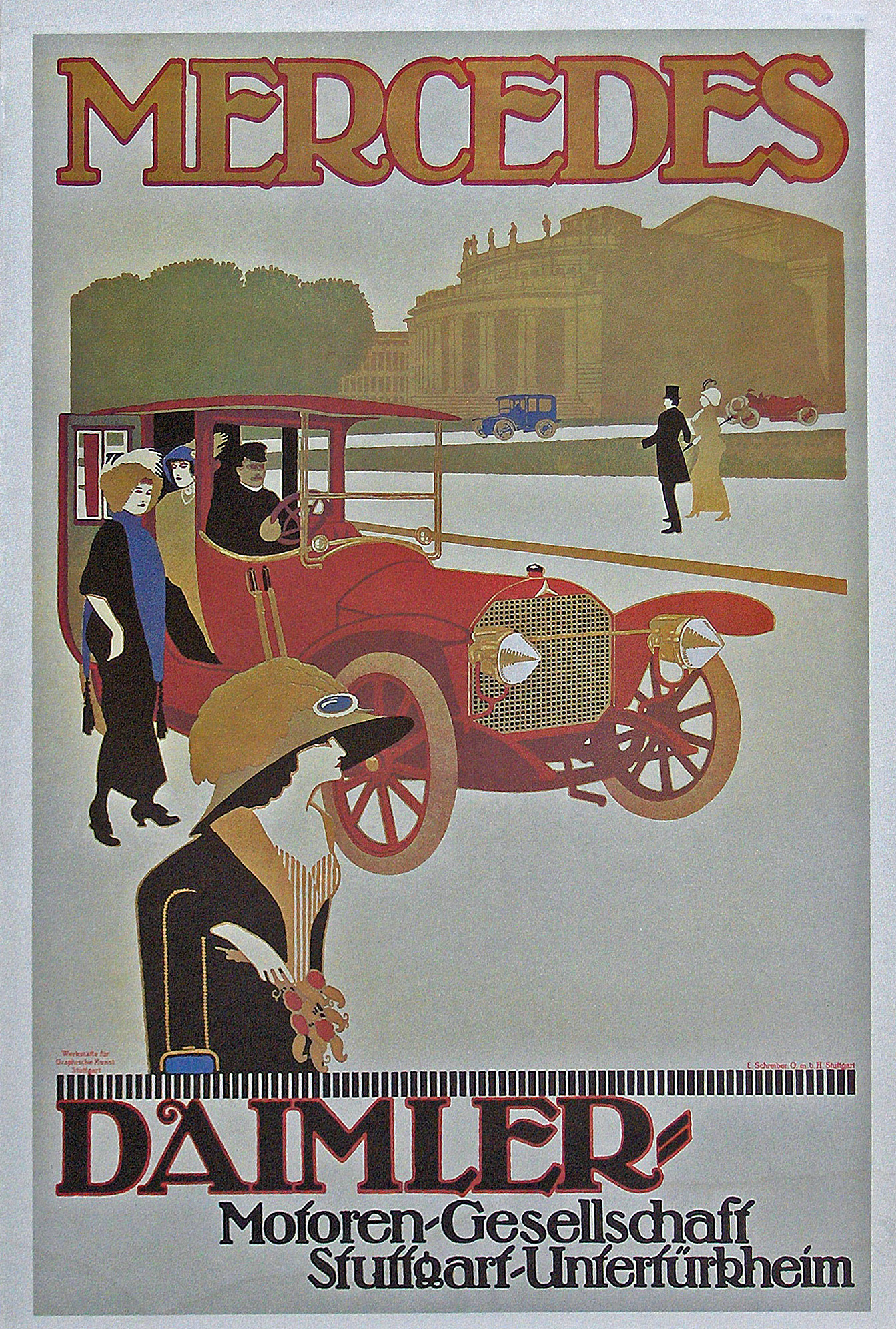
Постер DMG з рекламою автомобіля Mercedes Double Phaeton, 1908 рік

Відразу після війни Пауль Даймлер, старший син Готтліба Даймлера, почав проводити експерименти з компресором, що дозволяв у півтора рази підвищити потужність двигуна. Обійнявши посаду головного інженера 1923 року Фердинанд Порше довів експерименти до логічного завершення, створивши у 1924 році один із найвидатніших автомобілів у світі — «Mercedes 24/100/140 PS» з новим шасі і шестициліндровим компресорним двигуном з робочим об'ємом 6240 см3 та потужністю у 100—140 кінських сил.

### Злиття
У повоєнний час автомобільна промисловість Німеччини переживала серйозні проблеми. Для вирішення фінансових проблем компанія Benz & Cie. запропонувала DMG об'єднатися ще в 1919 році, проте компанія Даймлер офіційно відхилила пропозицію в грудні того ж року. У 1922 році штаб-квартира компанії була перенесена з Унтертюркгайма до Берліну. Інфляція 1923 року, економічна криза та спад економіки спонукали DMG випустити власні акції на біржу. Для того щоб зберегти фірму на плаву, необхідно було приймати рішення про реорганізацію підприємства. У підсумку було вирішено об'єднатися з однією з найбільших автомобілебудівних фірм — Benz & Cie. Початок злиття було покладено 1 травня 1924 досягненням між фірмами угоди про обопільні інтереси. Від імені Benz & Cie. виступав генеральний директор Вільгельм Кіссель. Почалося приведення до спільного знаменника фінансової звітності, технічної документації, ознайомлення з методами один одного. У тому ж 1924 року рекламні художники отримали замовлення створити тематичні плакати та розробити новий фірмовий стиль.
28 червня 1926 року фірма Benz & Cie. обє'дналась з Daimler-Motoren-Gesellschaft, утворивши новий концерн Daimler-Benz зі штаб-квартирою в місті Штутгарті, що зміг ефективно використовувати досвід та знання конструкторів обох компаній. Автомобілі нового підприємства було вирішено назвати «Mercedes-Benz», на честь найважливішої моделі автомобіля компанії DMG та прізвища шанованого німецького піонера в галузі автомобілебудування та одночасно засновника Benz & Cie. — Карла Бенца.

## Іноземні ліцензії
Компанія Готтліба Даймлера продавала ліцензії на автомобільні двигуни по всьому світу, включаючи такі країни, як Франція, Австрія, Велика Британія і США. Перший продаж автомобіля на експорт відбувся в серпні 1892 року (його реєстрація досі зберігається) султану Марокко. Перша вантажівка, здатна перевезти 1,5 тонни вантажу, була продана в Лондоні компанії British Motor Syndicate, Ltd 1 жовтня 1896 року. Це була модифікація автомобіля «Phönix» з двигуном, що видавав потужність 4 к.с. (3 кВт) при 700 обертах за хвилину.
У 1897 році було налагоджено виробництво легкових комерційних автомобілів «Daimler Motor-Lastwagen». На той час вони були дуже успішними у Великій Британії. На першому автосалоні в Парижі (1898 рік) була представлена 5-тонна вантажівка з двигуном, встановленим у передній частині автомобіля.

### Австрія

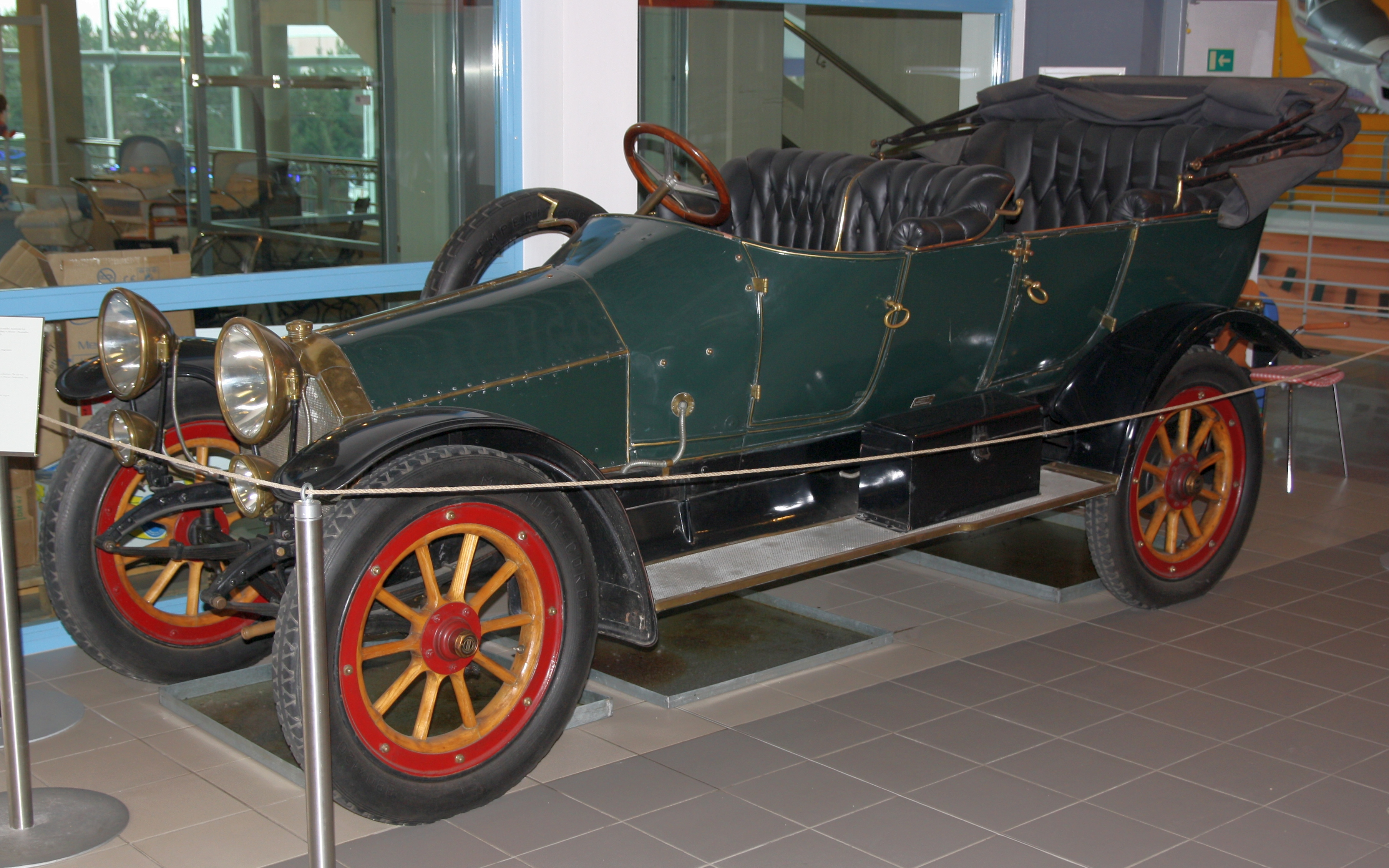
Модель Austro-Daimler 20PS, 1910 рік

У 1899 році розпочав свою роботу австрійський підрозділ компанії Daimler, спеціалізацією якого мало бути виробництво та продаж вантажівок — «Austro-Daimler». Але технічний директор підрозділу, син засновника концерну, вирішив виробляти також легкові автомобілі. 1934 року припинилося виробництво всіх легкових цивільних автомобілів, оскільки концерн не міг надати споживачам недорогу модель. Компанія проіснувала до 2 жовтня 1934 року, переживши об'єднання двох автомобільних виробників. Згодом її виробнича територія була викуплена концерном Daimler-Benz.

### Велика Британія
У 1890 році уродженець Гамбурга на ім'я Фредерік Сіммс, інженер-консультант і добрий друг Готтліба Даймлера, повернувся до Великоі Британії, де налагодив продажі двигуна «Phönix», отримавши на це право та патенти від компанії. У 1893 році Сіммс сформував власне підприємство під назвою Daimler Motor Company.

### Франція
Підприємець Едуар Саразин вів перемовини про ліцензування двигунів Даймлера у Франції. Після його смерті його вдові вдалося досягти угоди. Вона допомогла Емілю Левассору і Рене Пангарде продати перші двигуни у 1887 році. Арман Пежо, один з їхніх клієнтів, налагодив виробництво транспортних засобів з двигунами Пангарде і Левассора після придбання ліцензії від них. До 1892 року він заснував компанію, яка мала назву «Les Fils de Peugeot Frères» і випускала автомобілі з двигунами Даймлера.

### США
У 1888 році Готтліб Даймлер встановив співпрацю з виробником фортепіано Вільямом Стейнвеєм, що мав німецьке походження, і його фірмою Steinway & Sons з Асторії, Квінс (пізніше Нью-Йорк), з метою виробляти стаціонарні й суднові двигуни, а згодом у 1892  році й для випуску автомобілів за німецьким проєктом. Двигуни й транспортні засоби вироблялись на заводі «Райкерс», що розташувався навпроти острова Райкерс (Нью-Йорк), де виробництво фортепіано відбувається і тепер. Цей автомобільний бізнес було продано після того, як Вільям Стейнвей помер у 1896 році.

## Авіапромисловість

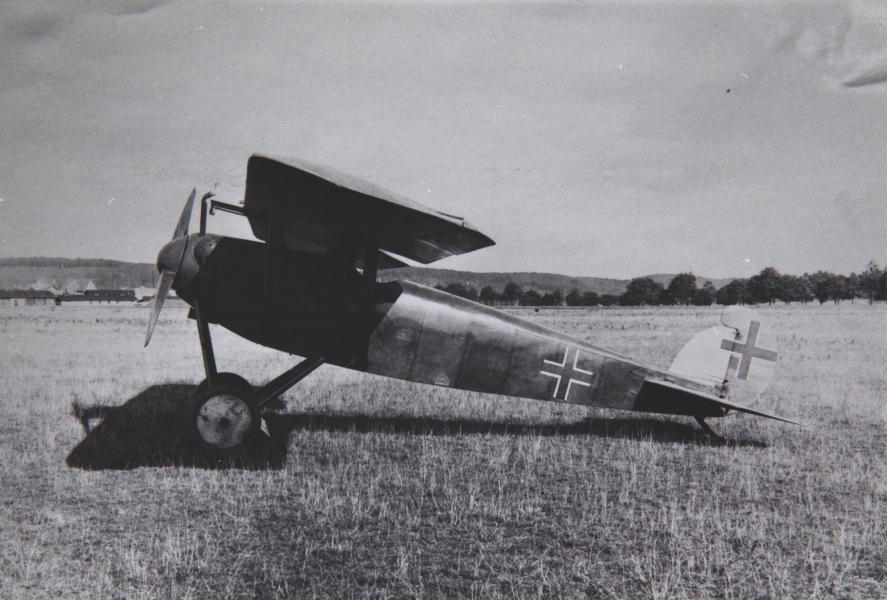
Модель Daimler L11

Підприємство Готтліба Даймлера сконструювало бензиновий двигун для першого дирижабля у 1888 році. З 1899 по 1907 роки фірма DMG випускала двигуни, розроблені Майбахом, для Цепелінів. Однак Вільгельм Майбах покинув компанію в 1909 році і разом зі своїм сином Карлом Майбахом заснував власне підприємство Maybach у Вюртемберзі, яке займалося виробництвом і постачанням авіаційних двигунів.
З 1915 року під час Першої світової війни завод у Зіндельфінгені випустив велику кількість крилатих літальних апаратів та авіаційних двигунів. Виробництво було заборонене після підписання Версальського договору.
У 1920-х роках компанія представила два літаки, оснащені авіадвигунами Mercedes F7502, розробленим Фердинандом Порше.

### Літальні апарати
Фірма Daimler-Motoren-Gesellschaft випустила такі моделі літальних апаратів:
- Daimler G.I (1915 рік)[10]
- Daimler D.I (1918 рік)
- Daimler L11 (1918 рік)
- Daimler L14 (1919 рік)
- Daimler L15 (1919 рік)
- Daimler L20 (1924 рік)
- Daimler L21 (1925 рік)

## Суднобудування

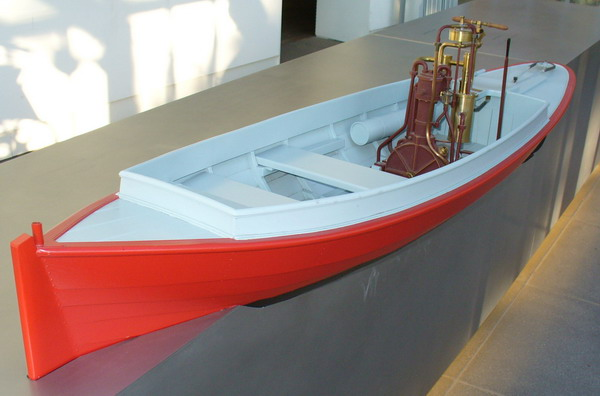
Модель моторного човна «Neckar», Штутгарт

Виробництво моторних човнів Готтліб Даймлер та Вільгельм Майбах розпочали рано — у 1886 році. Першим екземпляром стала модель «Neckar», що отримала назву від річки Неккар, де її вперше протестували. Довжина першого у світі моторного човна з бензиновим силовим агрегатом становила 4,5 метра, а швидкість 11 км/год (6 вузлів). Це судно стало першим комерційним успіхом компанії DMG, що вирішував проблему поганого стану доріг Німеччини того часу. Після створення публічної компанії виробництво моторних човнів стало одним із головних інтересів нових фінансистів у 1902 році. Випуск було налагоджено у цехах заводу Берлін-Марієнфельде.